# Ida Hoffmann
Ida Maria Magdalena Hoffmann (sinh ngày 16 tháng 9 năm 1947 tại Karasburg, Vùng ǁKaras) là một chính trị gia người Namibia. Được chọn là thành viên không bỏ phiếu của Quốc hội Namibia lần thứ 4, Hoffman đã hoạt động trong SWAPO vào những năm 1980. Cô thành lập Thế giới trẻ em Creche tại Katutura năm 1984 và đã tham gia vào Giáo hội Công giáo La Mã từ năm 1962. Năm 1990, Hoffman nghiên cứu phát triển dự án tại Viện Phát triển Pan Phi ở Zambia. Cô cũng từng là Chủ tịch Ủy ban Kỹ thuật Diệt chủng Nama ở Windhoek.